# Nocticanace sinensis
Nocticanace sinensis är en tvåvingeart som beskrevs av Mercedes Delfinado 1971. Nocticanace sinensis ingår i släktet Nocticanace och familjen Canacidae. Inga underarter finns listade i Catalogue of Life.